# Far Cry
FARCRY（邦題：ファークライ）とは、ドイツのCrytek社が開発したサバイバルFPS。販売元はUBISOFT。日本国内においては、メディアクエストから販売されていたが、2006年9月1日にフロンティア・グルーヴよりベストセレクション版として再販されている。北米ではPlayStation 3、Xbox 360でHDリメイク版が配信され、欧州ではFar Cry Compilationに上述のHDリメイク版を収録したFar Cry The Wild Expeditionが発売された。

## 概要
南国の架空の島を舞台としたサバイバルFPS。また、同作はCrytek社の処女作でもある。
CRYTEKから実質的な続編のCrysisが2007年11月に発売。
2008年10月にUBISOFTから続編のFARCRY2が発売された。しかし、Crytekは既にUBISOFTを離れており、開発には関わっていない。FARCRY4にてに本作品の主人公であるジャックの名前が出てくるシーンがあり、ストーリーの繋がりを示唆する描写がある。FARCRY4 のクリエイティブディレクターは、全てのシリーズ作品が共通の架空世界を舞台にしているとし、基本的には各作品が独立したゲームとしてプレイできるようになっているとしている。

## 評価
Far Cryに使われているゲームエンジンはCryENGINEというものであるが、これはもともとNVIDIAのグラフィックスカードのデモンストレーション用に開発されたものであった。したがって最初のころはゲーム内容よりもグラフィックスが注目されていた。しかし発売後は、練られたゲーム内容も評価されることになる。
広大なフィールドがロード時間もなく表示できるCryENGINEによって、ゲームを進める上でのルート選択が比較的自由になっている。例えばA地点に行かなくてはならないが正面に敵がいるという場合、そのまま敵をなぎ倒して正面突破してもよいし、遠回りして敵を迂回してもよいし、違う場所にある乗り物を奪って強行突破してもよいのである。
AIの賢さもかなり評価されている。普段はお喋りをしていたり釣りをしていたりする人間型の敵は、いつも同じ動きをするのではなく、プレイヤーの起こした行動によって微妙に違う行動をとるので、非常に人間らしくなっている。
また、一人用FPSゲームの部類としては主人公の耐久力がかなり低く、必然的にステルスを重視したプレイになる。つまりは敵に見つからないようにして有利な地点を確保したり、敵に発見される前に攻撃しなければならないのである。このように、このゲームの面白さは高度なAIを持つ敵をどのように欺くのかにある。
ルート選択の自由と高度なAIによって、プレイごとに新たな場面を体験できるため、リプレイ性はかなり高い。
しかし、本作はゲームバランスの悪さを指摘されることが多い。ゲーム後半に耐久力の高い敵が出てくると、とたんに難易度が跳ね上がるためである。もともと耐久力がない主人公はたくさんの敵と真正面から戦えない。だからこそステルスを心がける必要があったのだが、後半の配置はそういうわけにはいかなくなってしまうためである。また、PCのFPSゲームに多い「ゲーム中ならいつでもセーブできるシステム」（クイックセーブ）もなく、チェックポイント制にしていることも難易度を増加させる原因になっている。クイックセーブについてはパッチで追加されたものの、自分で設定ファイルを書き換える必要がある。
大作のハーフライフ2やDOOM3にうずもれてしまっているが、2004年を代表するFPSとして評価されている。

## 登場人物

### ジャック・カーヴァー
元アメリカ陸軍特殊部隊の兵士であり、南太平洋チャーターボートの船長。
第二次大戦時の日本軍の戦跡を撮影するというヴァレリーに雇われる。
ミクロネシアの海図に載っていない謎の島へとたどり着く。

### ヴァレリー・コンスタンチン
アメリカ人写真家。
フリーのカメラマンで第二次大戦時の日本の戦跡を撮影することが目的だという。

### ハーランド・ドイル
島で接触することになる謎の人物。
CIAの潜入捜査官

### クリーガー
国防省の元主席研究員
無断で人体実験を行っていたことが発覚し追放される。

### リチャード・クロウ大佐
クリーガー博士に雇われた傭兵、クリーガー博士の研究施設を守っている。
日本語が書かれたシャツを着ている。

## 派生版
日本では発売されていない。移植するにあたり、ストーリーやゲーム内容を大幅に変えている。
- Far Cry Instincts (2005年, Xbox) - Ubisoft Montreal, Ubisoft

Far Cryのリメイク版で、野生の力などのシステムを導入し、ストーリーやマップも一部変更となった。海外の大手ゲームレビューサイトではかなり高い評価を得ている。リージョンフリーなので日本のXBOXでも動く。PlayStation 2及びGameCubeでも発売予定であったが、ハードの性能面から発売中止となった。
- Far Cry Instincts: Evolution (2006年, Xbox) - Ubisoft Montreal, Ubisoft

Far Cry Instinctsの続編。リージョンフリーなので日本のXBOXでも動く。Windows版の拡張版が発売予定であったが、中止となった。
- Far Cry Instincts: Predator (2006年, Xbox 360) - Ubisoft Montreal, Ubisoft

Far Cry Instincts 、Far Cry Instincts: Evolution をひとまとめにして画質を向上させたもの。リージョンフリーなので日本のXbox 360でも動く。
- Far Cry Vengeance (2007年, Wii) - Ubisoft Montreal, Ubisoft

Instincts EvolutionのWii移植版。新マップの追加、ストーリーとグラフィックの変更、マップエディタの廃止、操作体型をWiiの仕様に合わせた移植作品となっている。
- Paradise Lost(2007,アーケード) - Global VR, UBI Soft

Instinctsをベースにしたアーケード版。Global VRが開発を担当している。
- Far Cry classic (2014年, Xbox 360,PS3) - Ubisoft

欧米のダウンロード販売のみ。Windows版のHDリマスター版である。